# Gradinje (Oprtalj)
 Gradinje  (olaszul:  Gradigne) falu Horvátországban, Isztria megyében. Közigazgatásilag Oprtaljhoz tartozik.

## Fekvése
Az Isztria középnyugati részén, Pazintól 15 km-re északnyugatra, községközpontjától 4 km-re délkeletre, a Mirna völgye felett a Motovuni erdő szélén fekszik.

## Története
A falunak 1880-ban 250, 1910-ben 267 lakosa volt. Az első világháború után a rapallói szerződés értelmében Isztria az Olasz Királysághoz került. 1943-ban az olasz kapitulációt követően német megszállás alá került, mely 1945-ig tartott. A második világháború után Jugoszlávia része lett. A település Jugoszlávia felbomlása után 1991-ben a független Horvátország része, majd 1993-ban Oprtalj község része lett. 2011-ben a falunak 116 lakosa volt. Lakói  főként mezőgazdasággal, ezen belül teraszos földműveléssel  foglalkoznak és a közeli nagyobb településeken dolgoznak.

## Nevezetességei
Remete Szent Antal tiszteletére szentelt temploma a 17. században épült a korábbi templom maradványain. Egyhajós épület, homlokzata előtt loggiával. Kőből épített oltárán Szent Antal, Szent Ágota és Szent Katalin ábrázolása látható.

## Lakosság
| Lakosság változása | Lakosság változása | Lakosság változása | Lakosság változása | Lakosság változása | Lakosság változása | Lakosság változása | Lakosság változása | Lakosság változása | Lakosság változása | Lakosság változása | Lakosság változása | Lakosság változása | Lakosság változása | Lakosság változása | Lakosság változása |
| ------------------ | ------------------ | ------------------ | ------------------ | ------------------ | ------------------ | ------------------ | ------------------ | ------------------ | ------------------ | ------------------ | ------------------ | ------------------ | ------------------ | ------------------ | ------------------ |
| 1857               | 1869               | 1880               | 1890               | 1900               | 1910               | 1921               | 1931               | 1948               | 1953               | 1961               | 1971               | 1981               | 1991               | 2001               | 2011               |
| 0                  | 0                  | 250                | 263                | 248                | 267                | 0                  | 0                  | 287                | 286                | 230                | 175                | 174                | 165                | 142                | 116                |